# ロビー・ニコルズ
ロビー・ニコルズ（Robbie Nichols 1946年11月7日-2011年6月24日）はオクラホマ州クリーブランド出身のアメリカンフットボール選手。ポジションはラインバッカー。
オクラホマ州のクリーブランド高校、タルサ大学時代には円盤投の選手でもあった。タルサ大学時代、ラインバッカーとしてプレーするとともに、タイトエンドとしてもプレーした。チームには、オールアメリカンに選ばれたジェリー・ローム（Jerry Rhome）やハワード・トゥウィリーが在籍していた。空軍士官学校戦で香港型のインフルエンザに多くの選手がかかり、そのためヒューストン大学に6-100で敗れたことがあったという。
オクラホマ大学、オクラホマ州立大学、アーカンソー大学、タルサ大学の選手を対象にした1960年代のオールディケイドチームに選ばれている。
NFLドラフトでは指名されなかったものの、当日ボルチモア・コルツから電話が入り、空港で契約を結んだ。アメリカ政府からもベトナム戦争のために徴兵されそうになったが、高血圧のため、1年間の予備役 (Military reserve) を務めた後、コルツのロースターに加わった。
NFLのボルチモア・コルツで1970年、1971年の2シーズンプレーした。
マイク・カーティス、テッド・ヘンドリクス、レイ・メイの控えであった彼は、1970年、全14試合に出場した。このシーズンチームは第5回スーパーボウルで優勝した。試合終了後、相手のスター選手であるボブ・リリーがグラウンドに叩きつけたヘルメットを拾って、手渡したエピソードが残っている。
スーパーボウルで優勝した後、ボストン・ペイトリオッツにトレードされるうわさが出た。オールプロLB3人を擁するコルツでは先発での出場機会を得られないと判断した彼は、チームにトレードを直訴したが、コルツはトレードを拒否、彼はコルツと2年契約を結んだ。
ニューヨーク・ジェッツのジョー・ネイマスをサックしたことや、カンザスシティ・チーフスのレン・ドーソンのパスをインターセプトしたことや、バッファロー・ビルズのO・J・シンプソンをオープンフィールドでタックルしたことがある。
現役引退後は、高校生へのフットボールコーチ、女子バスケットボールのコーチなどを行っている。